# Окамвил (Тарн и Гарона)
Окамвил (фр. Aucamville) насеље је и општина у јужној Француској у региону Миди Пирене, у департману Тарн и Гарона која припада префектури Монтобан.
По подацима из 2011. године у општини је живело 1038 становника, а густина насељености је износила 45,31 становника/km². Општина се простире на површини од 22,91 km². Налази се на средњој надморској висини од 148 метара (максималној 168 m, а минималној 97 m).

## Демографија
| 1962. | 1968. | 1975. | 1982. | 1990. | 1999. | 2011. |
| ----- | ----- | ----- | ----- | ----- | ----- | ----- |
| 727   | 699   | 691   | 720   | 744   | 790   | 1.038 |

График промене броја становника у току последњих година